# Толстанова Ганна Миколаївна
Га́нна Микола́ївна Толста́нова (*1978) — доктор біологічних наук, професор кафедри супрамолекулярної хімії Інституту високих технологій КНУ імені Тараса Шевченка, лауреатка Державної премії України у галузі науки і техніки (2012), проректор з наукової роботи КНУ імені Тараса Шевченка, голова Ради молодих вчених КНУ імені Тараса Шевченка, член президії Ради молодих вчених МОН України (2014—2019 роки), член Британського фізіологічного товариства. Член редколегій: «Frontiers Pharmacology», «Український біохімічний журнал».

## Життєпис
Народилася 1978 року в місті Кривий Ріг у родині інженерів.
2000 року закінчила біологічний факультет Київського університету, отримавши диплом з відзнакою.
2003-го року закінчила навчання у аспірантурі біологічного факультету за спеціальністю «фізіологія людини і тварин», захистила кандидатську дисертацію «Шляхи впливу гістаміну на шлункову секрецію». З того ж року — молодший науковий співробітник, від 2008-го науковий співробітник, з 2011 — старший науковий співробітник.
Упродовж 2006—2009 років проходила наукове стажування в місті Ірвайн, США (відділення патології, факультет медицини, Каліфорнійський університет).
2011 року здобула вчене звання доктора біологічних наук — дисертація «Біохімічні механізми патогенезу запальних захворювань кишечника».
З 2012 року — доцент катедри біохімії ННЦ «Інститут біології». Лауреатка Державної премії України у галузі науки і техніки 2013 року — цикл наукових праць «Механізми функціонування органів системи травлення» (у співавторстві).
У 2019 році отримала звання професора за спеціальністю «Біологія».
Із грудня 2015 року по травень 2021 року — начальниця Науково-дослідної частини КНУ імені Тараса Шевченка.
Наукові зацікавлення:
- нейро-гуморальні механізми шлункової секреції, моторної та всмоктувальної функції шлунково-кишкового тракту
- дослідження молекулярних механізмів виразкоутворення гастро-дуоденальної зони та товстої кишки і пошуки засобів їх попередження та лікування.

Авторка понад 100 наукових і навчально-методичних праць. Наукова керівниця 4 кандидатів біологічних наук, 1 доктора філософії. Серед робіт:
- «Цитофізіологія і біохімія травлення», 2006 (в співавторстві)
- «Evaluation of perfusion solutions in the study of water and electrolyte absorption in the rat colon by in vivo perfusion technique», 2006
- «New molecular mechanisms of duodenal ulceration», 2007 (в співавторстві)
- «New molecular targets for the prevention and treatment of gastrointestinal ulcers and inflammation», 2006 (в співавторстві)
- «Neutralizing anti-vascular endothelial growth factor (VEGF) antibody reduces severity of experimental ulcerative colitis in rats: direct evidence for the pathogenic role of VEGF», 2009 (в співавторстві)
- «Біологія: підручник для 8 класу загальноосвітніх навчальних закладів», 2016, ISBN 978-617-7012-35-0, співавтори Довгаль Ігор Васильович, Додь Володимир Васильович, Жолос Олександр Вікторович, Ягенська Галина Василівна.